# Marguerite Kofio
Marguerite Kofio (sinh năm 1955) là một chính trị gia Trung Phi và nhà hoạt động vì quyền phụ nữ. Năm 2008, bà được bầu làm chủ tịch của Tổ chức de femmes centrafricaines (OFCA), một văn phòng mà bà đã nắm giữ cho đến khi được Marguerite Ramadan kế nhiệm vào năm 2017.